# Wichmannshausen
Wichmannshausen ist der nach der Kernstadt größte Stadtteil von Sontra im nordhessischen Werra-Meißner-Kreis.

## Geographische Lage

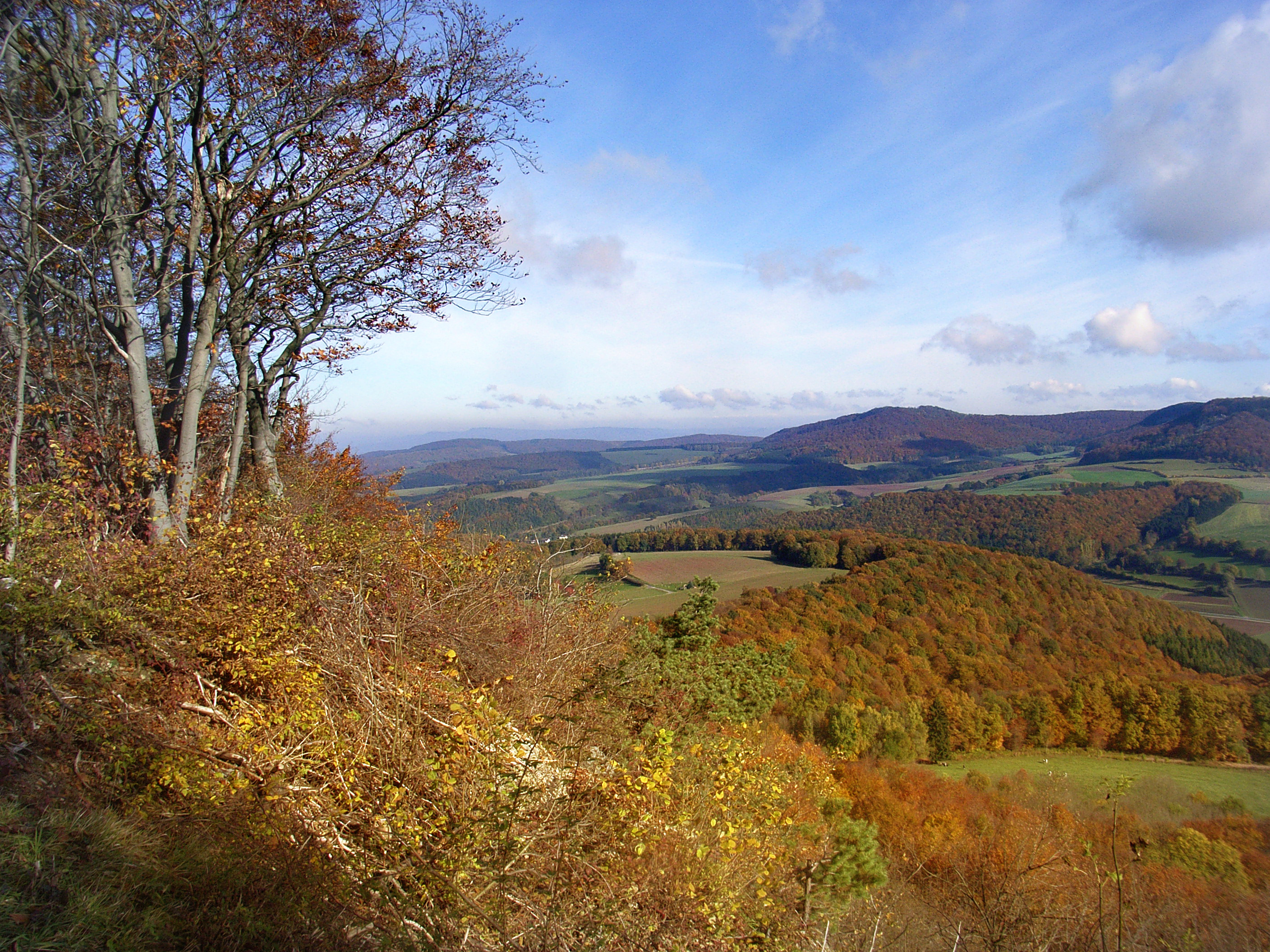
Blick ins NSG- und FFH-Gebiet Boyneburg und Schickeberg bei Breitau

Wichmannshausen liegt zwischen dem Ringgau im Ostsüdosten, dem Richelsdorfer Gebirge im Süden und dem Stölzinger Gebirge im Westen rund 5 km (Luftlinie) nordnordöstlich von Sontra. Durchflossen wird es von der Sontra, in die hier die Ulfe mündet. Im Westen an den Ort angrenzend verläuft die Bundesstraße 27, auf die – jeweils außerhalb der Ortslage – südlich die B 400 und nördlich die B 7 treffen.
Zum Ort gehört auch das südöstlich gelegene Gut Boyneburgk, ein ehemaliges Rittergut mit etwa 150 m südlich des Gutes gelegenem kleinen Herrenhaus, Schloss Boyneburgk genannt.

## Geschichte

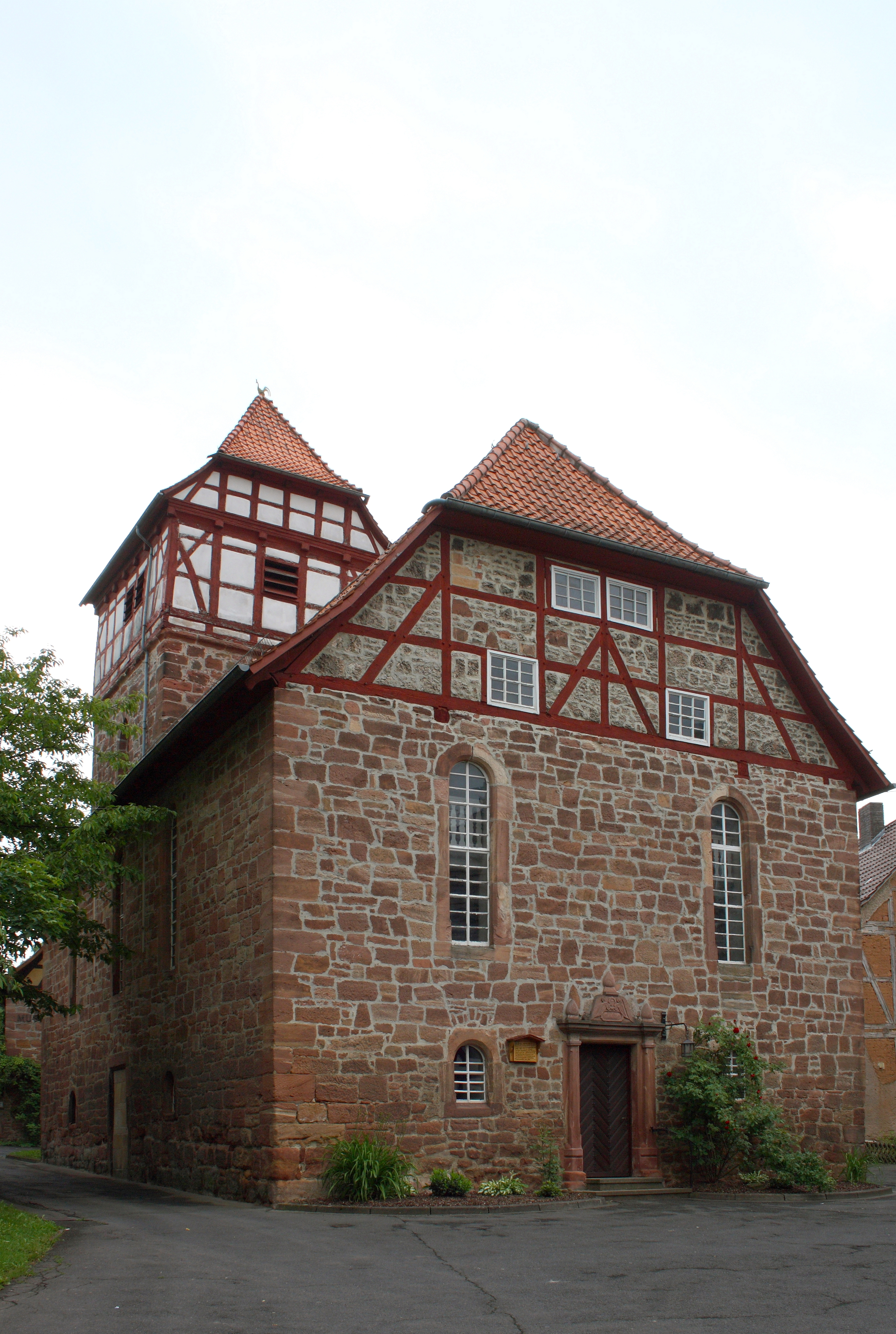
St. Martin in Wichmannshausen

### Ortsgeschichte
Die älteste bekannte schriftliche Erwähnung von Wichmannshausen erfolgte unter dem Namen Wichmanneshusen im Jahr 1272.
Weitere Erwähnungen erfolgten unter den Ortsnamen (in Klammern das Jahr der Erwähnung): Wychman(s)husen (1335), Wichmershusen (1440) und Weichmanshusen (1527).
Das Dorf war im Besitz der Herren von Boyneburg und gehörte zum teilautonomen Gericht Boyneburg. Als solches stand es neben den benachbarten landgräflichen Ämtern Sontra und Eschwege, ohne in diese integriert oder diesen unterworfen zu sein. Ende des 18. Jahrhunderts gehörte ein Teil des Dorfes zum Amt Bischhausen (bei Waldkappel), da Hessen seit 1650 1/4 davon den von Boyneburg abgekauft hatte.
Hessische Gebietsreform (1970–1977)
Im Zuge der Gebietsreform in Hessen wurde die bis dahin selbständige Gemeinde Wichmannshausen zum 1. August 1972 kraft Landesgesetz in die Stadt Sontra eingegliedert. Für Wichmannshausen, wie für alle bei der Gebietsreform eingegliederten Gemeinden, wurde ein Ortsbezirk mit Ortsbeirat und Ortsvorsteher nach der Hessischen Gemeindeordnung gebildet.

### Verwaltungsgeschichte im Überblick
Die folgende Liste zeigt die Staaten und Verwaltungseinheiten, denen Wichmannshausen angehört(e):
- vor 1567: Heiliges Römisches Reich, Landgrafschaft Hessen, Amt Eschwege, Samtgericht Boyneburg
- ab 1567: Heiliges Römisches Reich, Landgrafschaft Hessen-Kassel, Amt Eschwege, Samtgericht Boyneburg
- ab 1654: Heiliges Römisches Reich, Landgrafschaft Hessen-Kassel, Amt Bischhausen, Samtgericht Boyneburg
  - 1627–1834: Landgrafschaft Hessen-Rotenburg (sogenannte Rotenburger Quart), teilsouveränes Fürstentum unter reichsrechtlicher Oberhoheit der Landgrafschaft Hessen-Kassel bzw. des Kurfürstentums Hessen, Amt Eschwege, Dorf derer von Boyneburg-Hohenstein („adelige Quart“)
- ab 1806: Landgrafschaft Hessen-Kassel, Amt Bischhausen, Samtgericht Boyneburg
- 1807–1813: Königreich Westphalen, Departement der Werra, Distrikt Eschwege, Kanton Reichensachsen
- ab 1815: Kurfürstentum Hessen, Amt Bischhausen[7]
- ab 1821/22: Kurfürstentum Hessen, Provinz Niederhessen, Kreis Eschwege[8][Anm. 2]
- ab 1848: Kurfürstentum Hessen, Bezirk Eschwege
- ab 1851: Kurfürstentum Hessen, Provinz Niederhessen, Kreis Eschwege
- ab 1867: Königreich Preußen, Provinz Hessen-Nassau, Regierungsbezirk Kassel, Kreis Eschwege
- ab 1871: Deutsches Reich, Königreich Preußen, Provinz Hessen-Nassau, Regierungsbezirk Kassel, Kreis Eschwege
- ab 1918: Deutsches Reich, Freistaat Preußen, Provinz Hessen-Nassau, Regierungsbezirk Kassel, Kreis Eschwege
- ab 1944: Deutsches Reich, Freistaat Preußen, Provinz Kurhessen, Landkreis Eschwege
- ab 1945: Deutsches Reich, Amerikanische Besatzungszone, Groß-Hessen, Regierungsbezirk Kassel, Landkreis Eschwege
- ab 1946: Deutsches Reich, Amerikanische Besatzungszone, Hessen, Regierungsbezirk Kassel, Landkreis Rotenburg
- ab 1949: Bundesrepublik Deutschland, Hessen, Regierungsbezirk Kassel, Landkreis Rotenburg
- ab 1972: Bundesrepublik Deutschland, Hessen, Regierungsbezirk Kassel, Landkreis Eschwege, Stadt Sontra
- ab 1974: Bundesrepublik Deutschland, Hessen, Regierungsbezirk Kassel, Werra-Meißner-Kreis, Stadt Sontra

## Bevölkerung

### Einwohnerstruktur 2011
Nach den Erhebungen des Zensus 2011 lebten am Stichtag, dem 9. Mai 2011, in Wichmannshausen 921 Einwohner. Darunter waren 9 (1,0 %) Ausländer. Nach dem Lebensalter waren 141 Einwohner unter 18 Jahren, 357 zwischen 18 und 49, 219 zwischen 50 und 64 und 210 Einwohner waren älter. Die Einwohner lebten in 378 Haushalten. Davon waren 96 Singlehaushalte, 117 Paare ohne Kinder und 126 Paare mit Kindern, sowie 30 Alleinerziehende und 9 Wohngemeinschaften. In 84 Haushalten lebten ausschließlich Senioren und in 231 Haushaltungen lebten keine Senioren.

### Einwohnerentwicklung
| Quelle: Historisches Ortslexikon |                  |
| • 1585:                          | 64 Haushaltungen |
| • 1747:                          | 65 Haushaltungen |

| Wichmannshausen: Einwohnerzahlen von 1834 bis 2020 | Wichmannshausen: Einwohnerzahlen von 1834 bis 2020 | Wichmannshausen: Einwohnerzahlen von 1834 bis 2020 | Wichmannshausen: Einwohnerzahlen von 1834 bis 2020 | Wichmannshausen: Einwohnerzahlen von 1834 bis 2020 |
| --- | -------------------------------------------------- | -------------------------------------------------- | -------------------------------------------------- | -------------------------------------------------- |
| Jahr |                                                    |                                                    |                                                    | Einwohner                                          |
| 1834 | 1834                                               |                                                    | 755                                                | 755                                                |
| 1840 | 1840                                               |                                                    | 767                                                | 767                                                |
| 1846 | 1846                                               |                                                    | 761                                                | 761                                                |
| 1852 | 1852                                               |                                                    | 772                                                | 772                                                |
| 1858 | 1858                                               |                                                    | 747                                                | 747                                                |
| 1864 | 1864                                               |                                                    | 742                                                | 742                                                |
| 1871 | 1871                                               |                                                    | 705                                                | 705                                                |
| 1875 | 1875                                               |                                                    | 768                                                | 768                                                |
| 1885 | 1885                                               |                                                    | 713                                                | 713                                                |
| 1895 | 1895                                               |                                                    | 697                                                | 697                                                |
| 1905 | 1905                                               |                                                    | 750                                                | 750                                                |
| 1910 | 1910                                               |                                                    | 812                                                | 812                                                |
| 1925 | 1925                                               |                                                    | 898                                                | 898                                                |
| 1939 | 1939                                               |                                                    | 876                                                | 876                                                |
| 1946 | 1946                                               |                                                    | 1.216                                              | 1.216                                              |
| 1950 | 1950                                               |                                                    | 1.228                                              | 1.228                                              |
| 1956 | 1956                                               |                                                    | 1.145                                              | 1.145                                              |
| 1961 | 1961                                               |                                                    | 1.090                                              | 1.090                                              |
| 1967 | 1967                                               |                                                    | 1.046                                              | 1.046                                              |
| 1970 | 1970                                               |                                                    | 1.051                                              | 1.051                                              |
| 1980 | 1980                                               |                                                    | ?                                                  | ?                                                  |
| 1987 | 1987                                               |                                                    | 1.000                                              | 1.000                                              |
| 2000 | 2000                                               |                                                    | ?                                                  | ?                                                  |
| 2011 | 2011                                               |                                                    | 921                                                | 921                                                |
| 2015 | 2015                                               |                                                    | 935                                                | 935                                                |
| 2020 | 2020                                               |                                                    | 929                                                | 929                                                |
| Datenquelle: Historisches Gemeindeverzeichnis für Hessen: Die Bevölkerung der Gemeinden 1834 bis 1967. Wiesbaden: Hessisches Statistisches Landesamt, 1968. Weitere Quellen: ; Stadt Sontra:; Zensus 2011 |                                                    |                                                    |                                                    |                                                    |

### Historische Religionszugehörigkeit
| • 1885: | 629 evangelische (= 95,16 %), 10 katholische (= 1,51 %), ein anderes christliche-konfessioneller (= 0,15 %), 21 jüdische (= 3,18 %) Einwohner |
| • 1961: | 974 evangelische (= 89,36 %), 110 katholische (= 10,09 %) Einwohner                                                                           |

## Sehenswürdigkeiten und Kultur
Kirche

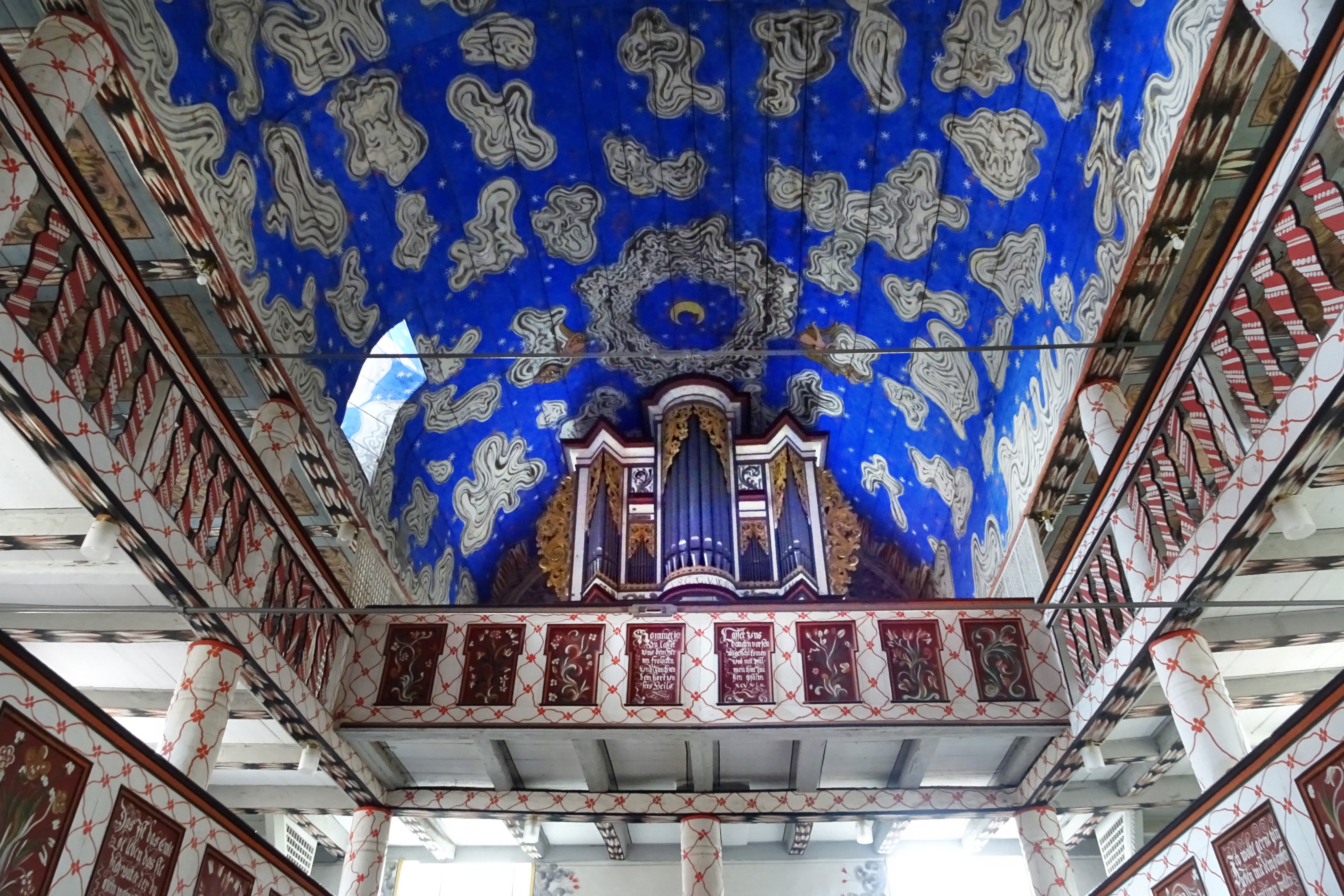
Die im Jahr 1730 fertiggestellte Orgel von Johann Eberhard Dauphin gehört zu den bemerkenswerten Ausstattungsgegenständen der St.-Martinskirche.

Die St.-Martinskirche im alten Ortskern ist die Pfarrkirche der evangelischen Gemeinde Wichmannshausen. Zu den ältesten Bauteilen gehört der untere Bereich des hohen gotischen Chorturms, dessen Errichtung in das 12. oder 13. Jahrhundert datiert wird. In den 1480er Jahren wurde die Holzfachwerkkonstruktion des Obergeschosses auf den Turms gesetzt. Das im Dreißigjährigen Krieg zerstörte Kirchenschiff wurde in den ersten Jahren des 18. Jahrhunderts neu errichtet und das Kircheninnere mit einer konsequenten Raumnutzung neu gestaltet. An drei Seiten des hohen Schiffs entstanden Emporen in zwei Geschossen auf gedrungenen Holzsäulen, die bis zur Decke reichen und über dem Mittelteil die Rundtonne tragen. Der dort aufgemalte, kräftig-blaue Wolken- und Sternenhimmel wurde im Jahr 1968 umfangreich überarbeitet. Ihre reiche Bemalung macht die Wichmannshäuser Kirche zu einer der sehenswürdigen Kirchen in der Region. Sie wird zu den dreizehn Bauernbarockkirchen im nordöstlichen Hessen gezählt, in denen die ländliche Bevölkerung ihren christlichen Glauben in der Formensprache des 18. Jahrhunderts ausdrückte und die Innenräume mit einer farbenfrohen üppigen Ausmalung schmückte. Wegen ihrer künstlerischen, geschichtlichen und baulichen Bedeutung ist die St.-Martinskirche ein geschütztes Kulturdenkmal. Die Kirchengemeinde Wichmannshausen ist in einem Kirchspiel mit den Gemeinden Hoheneiche und Mitterode verbunden.
Weitere Sehenswürdigkeiten
- Ruine der Reichsfeste Boyneburg
- Madonna von Stalingrad – Replik des Originals von Kurt Reuber in der Kaiser Wilhelm Gedächtniskirche
- Museum im Alten Boyneburger Schloss
- Nordhessischer Wetterlehrpfad
- Sankt-Martins-Kirche
- Südöstlich des Ortes entlang der Gemarkungsgrenze zu Ringgau liegt das zweigeteilte Naturschutz- und FFH-Gebiet „Boyneburg und Schickeberg bei Breitau“.

## Infrastruktur
In Wichmannshausen stehen ein Dorfgemeinschaftshaus und ein Jugendraum zur Verfügung. Angrenzend ist der Kindergarten „Bunte Welt“ des Stadtteils ansässig.
Im Zuge der geplanten Verlängerung der Bundesautobahn 44 von Kassel nach Eisenach entsteht seit 2017 unmittelbar nördlich von Wichmannshausen die 264 m lange Netratalbrücke, gemeinsam mit der „Anschlussstelle Ringgau“ und dem Tunnel Boyneburg.

## Persönlichkeiten
- Otto Hartwig (1830 in Wichmannshausen–1903), Bibliothekar, Prediger, Historiker
- Daniel Theodor Bierschenk (1838 in Wichmannshausen–1906), Abgeordneter des Provinziallandtages der Provinz Hessen-Nassau
- Kurt Reuber (1906–1944), Arzt, Pfarrer in Wichmannshausen, Schöpfer der Stalingradmadonna